# 2-es busz (Göd)
A 2-es járat Göd jelenleg egyetlen üzemelő alapjárati viszonylata, mely körjárati rendszerben, mindkét irányban közlekedik.

## Története
2018-ban került fejlesztésre a város helyi közlekedési rendszere, melynek során 5 új autóbuszt vásárolt az önkormányzat, valamint jelentősen módosításra kerültek a korábbi viszonylatok, továbbá a megállóhelyek is mindenhol kiépítésre kerültek és kikerültek a menetrendi táblák is. A 2018-as módosítással 7 új viszonylat keletkezett (1, 1A, 2, 2A, 2B, 2H, 2N).
2019 elején - költségcsökkentésre hivatkozva - az Autópihenő és Újtelep között közlekedő 1-es és 1A viszonylatokat megszüntették, az útvonalát teljesen lefedő 2-es járatokat sűrítették.

## Járművek
2018-ban vásárolt a város 2 darab 10 méteres, 1 darab 8 méteres MAN Lion's City, valamint 2 darab 12 méteres VanHool A320 típusú autóbuszt.
A napi menetrend ellátásához 2 autóbusz szükséges, ezek minden esetben a 3 MAN közül vannak kiadva.

## Járatleírás
A járat célja a 2-es úttól és a 70-es vasútvonaltól távolabb eső területek összekötése a fő közlekedési útvonalakkal. A technikai végállomás az Autópihenő megállóhely, Felsőgödön, a Kisfaludy utcában van, innen indulnak az autóbuszok Újtelep, illetve Alsógöd felé.
A járat útvonala a két irányban kissé eltér egymástól, a Felsőgöd - Újtelep - Alsógöd - Felsőgöd irányú járatok hosszabb útvonalat járnak be. Ezek útvonala a következő: Az Autópihenőtől elindulás után a Kisfaludy utca - Szent Imre herceg utca útvonalon éri el a Duna utat, amelyről a vasút átjáró előtt jobbra kanyarodik a Honvéd sorra, amelyen a Jácint utcai fordulóig megy, ott visszafordulva éri el ismét a Duna utat. A vasúti átjárón át, az Ady Endre úton halad tovább, majd a Kinizsi utcán jobbra kanyarodva éri el a termálfürdőt és az Oázis lakóparkot, ahonnan az Összekötő út - Oázis utca - Termálfürdő körút - Kerekerdő utca - Komlókert utca - Kóczán Mór utca - Németh László utca - Dr. Gönczy Gyula utca - Termálfürdő körút útvonalon tér vissza az Ady Endre útra és a Munkácsy Mihály utcán éri el Bócsa (Újtelep) városrészt. Újtelepen az autóbusz-fordulóban megfordul, majd ismét a Munkácsy Mihály utcán haladva a Nemeskéri-Kiss Miklós útra tér rá, amelyen végig haladva éri el ismét a 70-es vasútvonalat, amelyet a Göd legelején lévő átjáróban keresztez és fordul rá a 2-es útra Vác irányába. A 2-es úton haladva éri el végállomását és kanyarodik be a Kisfaludy utcába.
A másik irányú, rövidebb útvonalon közlekedő járat nem érinti a Nemeskéri-Kiss Miklós út déli szakaszát és a Jácint utcát sem, viszont Alsógöd vasúti megállóhelyet igen. Útvonala a következő: A Kisfaludy utcából a Szent Imre herceg utca - Duna út útvonalról Budapest felé kanyarodik rá a 2-es útra, amelyről a Béke útra kanyarodik balra. A Béke úton haladva Alsógöd vasúti megállóhelynél keresztezi a 70-es vasútvonalat, majd haladva tovább tér rá a Nemeskéri-Kiss Miklós útra. A Munkácsy Mihály utcán éri el Újtelepet, ahol megfordulva ismét a Munkácsy Mihály utcán haladva tér rá az Ady Endre útra. Az Oázis lakóparkba bekanyarodva a Termálfürdő körút - Dr. Gönczy Gyula utca - Németh László utca - Kóczán Mór utca - Komlókert utca - Kerekerdő utca - Termálfürdő körút - Oázis utca - Összekötő út útvonalon halad, majd a Kinizsi utcán át hagyja maga mögött és tér vissza az Ady Endre útra. A 70-es vasútvonalat ismét keresztezi, ezúttal Felsőgöd vasúti megállóhelynél, majd a Duna úton haladva, a Pesti útra, majd a Kisfaludy utcába jobbra kanyarodva éri el végállomását.
A járat hétvégén irányonként 2-2 indulással közlekedik, délelőtt, illetve kora délután. A hétvégi járat útvonala annyiban tér el a 2-es alapjárat vonalától, hogy a Jácint utca fordulót az Újtelep felől érkező járatok is érintik.

## 2A járat
A 2A járat a 2-es busz egyik betétjárata, amely főképp a kora reggeli és esti időszakban közlekedik. A járatok egyik irányban sem érintik az Oázis lakóparkot, 
amelynek elsődleges oka a zajvédelem az említett időszakban. Továbbá a Felsőgöd - Újtelep - Alsógöd - Felsőgöd irányú járatok is a Béke úton közlekednek, így érintve Alsógöd vasúti megállóhelyet, ezzel átszállási lehetőséget nyújtva a vasútra, szemben a 2-es járattal, amely ebben az irányban nem érinti Alsógöd vmh.-t.

## Iskolai járatok
A 2B, 2H és 2N járatok a Gödön található három általános iskola után kapták viszonylatjelzésüket. Ezek a járatok csak tanítási időszakban közlekednek, tanszünetben - jellemzően ezek indulási időpontjaiban - 2-es járatok közlekednek helyettük.
A 2B járat a Búzaszem Iskolát érinti, a 2H járat a Huzella Tivadar Iskolát érinti, a 2N járat pedig a Németh László Iskolát érinti.
A járatok alapvető célja a diákok reggeli iskolába szállítása és onnan délutáni hazaszállítása, útvonaluk jelentősen nem tér el a 2-es alapjáratétól, bár - az iskolák érintését leszámítva is - van eltérés.
A 2B járat reggel a Felsőgöd - Újtelep - Alsógöd - Felsőgöd irányon közlekedik, a végállomásáról elindulva útvonala a Kossuth térig megegyezik a 2-es járatéval. A 2-es útról a Templom utcára kanyarodik, hogy a Luther Márton utca - Alkotmány utca útvonalon elérje a Huzella Iskolát. Ennek érintése után a 2-es útra dél felé kanyarodik, amelyről bekanyarodik a Kossuth Lajos utcába a Búzaszem Iskola felé. Ezután a 2-es úton keresztül tér vissza a végállomására.
A délutáni 2B járatok a Felsőgöd - Alsógöd - Újtelep - Felsőgöd irányon közlekedik. A 2-es járathoz képest változás az útvonalában csupán annyi, hogy a 2-es útról nem kanyarodik be a Béke útra, hanem előtte érinti a Búzaszem Iskolát.
A reggeli 2H járat - viszonylatjelzésétől eltérően nem érinti közvetlenül a Huzella Iskolát és érkező végállomása a Németh László Iskola. Útvonala a Felsőgöd - Újtelep - Alsógöd - Felsőgöd irányú 2-es járatétól abban tér el, hogy a Béke úton át, Alsógöd vmh. érintésével közlekedik (akárcsak a 2A), valamint az Autópihenőnél a 2-es útról egy utcával hamarabb, a Duna útra kanyarodik és végállomása a Honvéd soron, a Németh László Iskolánál van.
A délutáni 2H járatok már - viszonylatjelzésüknek megfelelően - érintik a Huzella Iskolát és a Felsőgöd - Alsógöd - Újtelep - Felsőgöd irányú 2-es járatok útvonalához képesti változás az útvonalukban is csupán ennyi.
A 2N járatok reggel a Felsőgöd - Alsógöd - Újtelep - Felsőgöd irányon, délután pedig a Felsőgöd - Újtelep - Alsógöd - Felsőgöd irányon közlekednek. Mindkét 
irányban érintik a Széchenyi utca megállóhelyet, valamint az Alsógöd - Újtelep irányból érkező járatok - az iskola érintése érdekében - betérnek a Jácint utcához is.